# Uppfostringskommittén
Uppfostringskommittén eller Snillekommittén var en svensk skolpolitisk kommitté åren 1825–1828, under debatten om folkskolans införande i Sverige. I den deltog bland andra Carl Adolph Agardh, Jöns Jacob Berzelius, Carl Olof Fineman, Anders Fryxell, Erik Gustaf Geijer, Esaias Tegnér och Johan Olof Wallin.
De tankar på en allmän medborgarskola som 1809 föreslagits av rektorn Gustaf Abraham Silverstolpe, och sedan behandlats i den mer reformvänliga 1812 års uppfostringskommitté, fick dock inget gehör i denna nya och mer konservativa kommitté, som ansåg att staten bara skulle engagera sig i den högre utbildningen. Både Geijer och Wallin kom dock att ompröva sin konservativa ståndpunkt och i stället bli förespråkare för folkskolans etablering.
År 1828, samma år som slutbetänkandet lämnades, bildades Nya Elementar.

## Etymologi
Fostra och foster från fornsvenska fostre, jmfr Isländskans fóstri i betydelsen hemfödd träl/trälinna. Vad som fötts respektive avlats av människa eller djur. Livsfrukt, barn, unge, avkomma. Giva ett barn underhåll, vård under dess uppväxtår, amma. Även ett djur eller växt kan vara föremål för fostran exempelvis i ett gammalt uttryck som ”fostra kål och potatis”. Germanska fõs(t)ra en avledning av stammen fõd, av föda.